# (72628) 2001 FR29
(72628) 2001 FR29 – planetoida z pasa głównego asteroid okrążająca Słońce w ciągu 4,56 lat w średniej odległości 2,75 j.a. Odkryta 18 marca 2001 roku.